# Hajdu Sándor (zeneszerző)
Hajdu Sándor (Nagykanizsa, 1939. június 5. – Balatonboglár, 2013. december 30.) magyar karmester, zeneszerző, zenei vezető, a Bergendy-együttes tagja.

## Élete
Édesapja Hajdu Gyula ügyvéd, kormányfőtanácsos volt. 10 éves volt, amikor apja elhunyt, anyja ekkor a keszthelyi utasellátóban kezdett dolgozni. Miután Hajdu Sándor elvégezte a Zrínyi-iskolát, vegyésznek szeretett volna tanulni, ám édesapja „múltja” miatt erre Nagykanizsán nem volt lehetőség. Ezért a győri Zeneművészeti Szakiskolában zongora, trombita, szakokon folytatta tanulmányait, majd a budapesti Bartók Béla Zeneművészeti Szakiskolában tanult zeneszerzést. 1959-ben sorozták be katonának. 1962-től 1966-ig a Zeneakadémia karnagyképzését végezte el. Egyidejűleg a Műegyetem vegyészmérnök szakára is járt. 1965 és 1967 között a Színművészeti Főiskola és a Állami Balettintézet korrepetitoraként működött. 1967-ben lépett be a Bergendy-együttesbe, ő szerezte többek között az Iskolatáska, a Bánatos dal, a Meddig tart egy szerelem, a Rés a tetőn és a Hétköznapi balladák című dalokat. 1980-tól a nyíregyházi Móricz Zsigmond Színháznál dolgozott, 1986-tól 1990-ig volt a Kecskeméti Katona József Nemzeti Színház karmestere. Itteni működése alatt létrehozta a többségében amatőr zenészekből álló Kecskeméti Big Bandet, mely rövid fennállása ellenére is inspirálta a helyi jazz-élet fejlődését és a későbbi Kecskemét Jazz Orchestra létrejöttét. 1990–től 1992-ig Békés Megyei Jókai Színház, 1992-től 2005-ig pedig a zalaegerszegi Hevesi Sándor Színház zenei vezetőjeként dolgozott. 1995 és 2003 között a Zalaegerszegi Városi Vegyeskar karnagya volt. Ő vezette kórust, amikor az 1998-ban Hangversenykórus Cum Laude minősítésben részesült. 2000-től a Szilvágyi Népdalkör vezetőjénként tevékenykedett, 2004-ben diszpolgári címmel jutalmazták. 2005 tavaszától a Nagykanizsai Városi Vegyeskar karnagyaként dolgozott. 2012-ben, munkássága elismerése gyanánt szülővárosa a „Nagykanizsa Kultúrájáért” címmel tüntette ki. Egészségi állapota megromlott, 2013 októberében szívműtéten esett át. 2013. december 22-én vezényelt utoljára a kiskanizsai Sarlós Boldogasszony templomban, melyen saját karácsonyi feldolgozásait adták elő.
Több musicalt, mesejátékot, valamint zenés játékot vitt színpadra. Kísérőzenét írt a következő művekhez: A velencei kalmár (Shakespeare), Az ember tragédiája (Madách), Kései találkozás (Arbuzov), Háború és béke (Lev Tolsztoj). Komponált misét és gyászmisét, több nagykanizsai költő verseit megzenésítette, népdalokat is feldolgozott, melyeket kórusával rendszeresen előadott.

## Családja
Kétszer nősült, 1964-ben kötött, tíz évig tartott első házasságából született Viktor, autószerelő és vállalkozó, a másodikból (1974) Ádám, régész, és Attila, egy internetes rádió szerkesztője.

## Fontosabb művei
- Karácsonyi kantáta (1992)
- Márk passio (1993)